# Grafelijke motte van Ieper

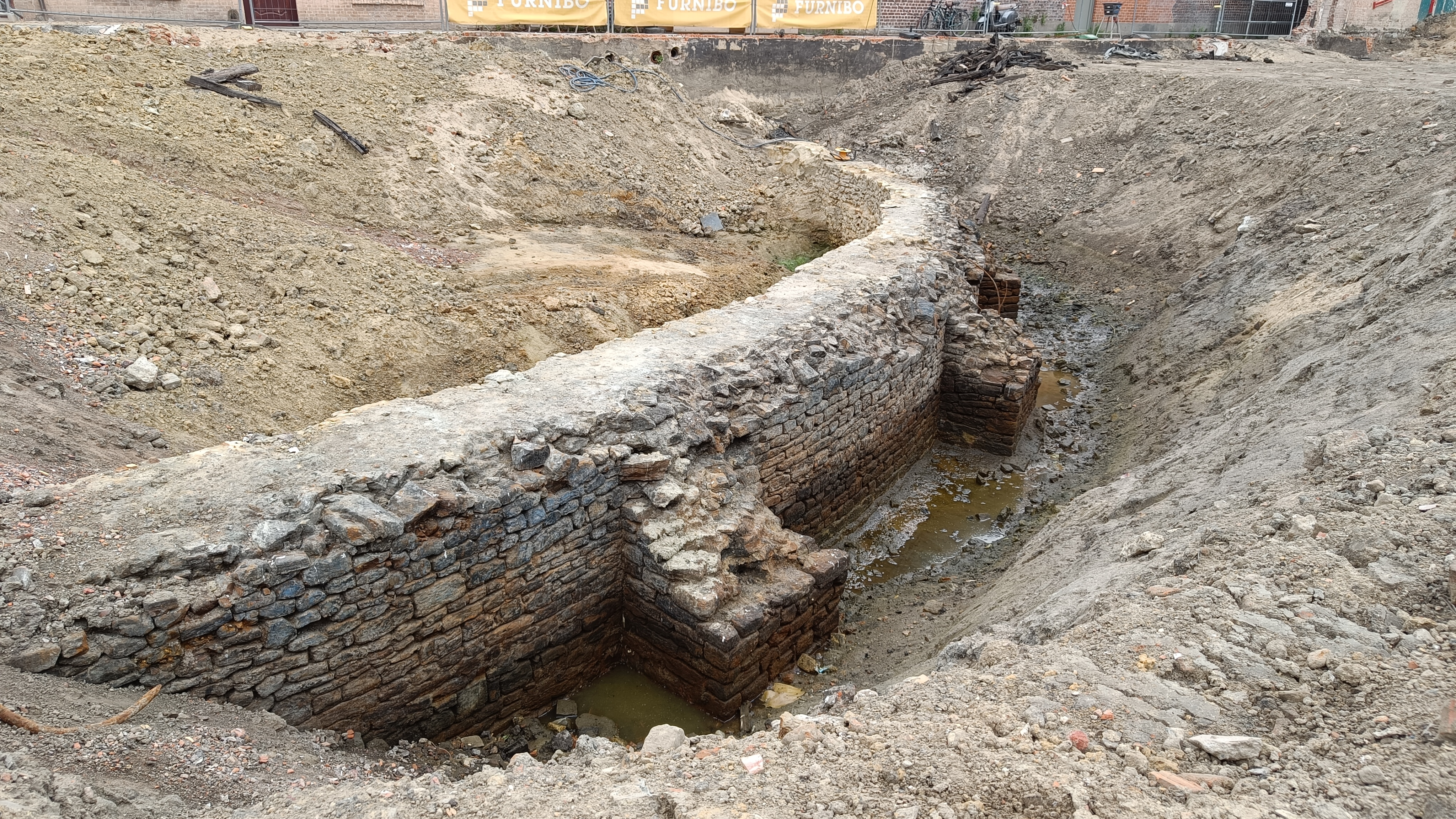
De opgegraven keermuur in 2025

De grafelijke motte was een 11e-eeuwse burcht van de graven van Vlaanderen in Ieper. Hij bestond uit een neerhof gelegen rond de huidige Sint-Maartenskerk en een opperhof met de motteheuvel in het zuidelijke huizenblok aan het Vandenpeereboomplein. Deze versterking werd rond het midden van de 12e eeuw verlaten voor een nieuwe motteburcht genaamd Zaalhof.

## Opgraving
De locatie van de motte was min of meer bekend, maar voor archeologisch onderzoek was het wachten tot het voorjaar van 2025. Toen deed zich een gelegenheid voor naar aanleiding van de bouw van een supermarkt aan het Vandenpeereboomplein.
De archeologen legden een 2,5 m hoge keermuur uit ijzerzandsteen bloot, gestut door steunberen, die belette dat de aardhoop zou afglijden. Ook werd de houten palissade aangetroffen die het neerhof omringde. Ongeveer een kwart van de ringmuur bevond zich op het opgegraven terrein, de rest ligt onder belendende bebouwing. Een grote houten balk die is opgegraven behoorde vermoedelijk tot de ophaalbrug.
Bij gebrek aan overheidsmiddelen om de overblijfselen toegankelijk te maken in een park of in een kelderconstructie, opteerde men voor conservatie in situ. Dit houdt in dat de resten weer met aarde worden bedekt en weggeborgen onder de betonnen vloerplaat van de supermarkt.

## Beschrijving
Het opperhof van de grafelijke motte bestond uit een donjon op een kunstmatige heuvel van circa 50 m doorsnee. Errond lag een 15 m brede gracht. De ronde keermuur uit ijzerzandsteen – een vrij kostbaar materiaal – was fraai afgewerkt en duidelijk bedoeld om zichtbaar te zijn. Op het neerhof bevond zich een kapel gewijd aan Martinus van Tours, de latere Sint-Maartenskerk. Ook was er een grafelijke spijker, muntatelier en hoeve.

## Geschiedenis
Aangenomen wordt dat de motte teruggaat tot een karolingische villa uit de 9e eeuw, gelegen op de oostelijke oever van de rivier de Ieperlee. Deze landbouwexploitatie werd overgenomen door de graven van Vlaanderen en uitgebouwd tot een versterking. Wanneer een grafelijke oorkonde in 1066 voor het eerst een Ieperse kasselrij vermeldt (in territorio Yprensi), mag worden vermoed dat er in Ieper een grafelijk kasteel bestond als centrum daarvan. Waarschijnlijk vormde dit mottekasteel de kiem voor de snelle stadsontwikkeling in de 11e eeuw, al wordt ook het omgekeerde verdedigd. De zuidelijke handelskern (portus rond de Sint-Pieterskerk) zou dan eerst zijn ontstaan en zou de graven van Vlaanderen ertoe hebben aangespoord hun landbouwdomein op te waarderen met een mottekasteel (curtis, castrum). Daarrond vormde zich in de 11e eeuw een woonkern.
Galbert van Brugge beschrijft hoe Willem van Ieper zich na de moord op Karel de Goede meester probeerde te maken van het graafschap Vlaanderen en zich vestigde in de burcht van Ieper. Als bastaardtelg uit het grafelijk huis kreeg hij de steun van veel personen die de burcht bemanden. Koning Lodewijk VI van Frankrijk en de door hem aangeduide graaf Willem Clito kwamen Willem van Ieper op 26 april 1127 belegeren:
De zesentwintigste april, dinsdag, sloegen de koning en de graaf met een geducht leger het beleg voor Ieper. En het kwam tot een hevig treffen en fel was van beide zijden de stormloop der ridderscharen toen Willem, de bastaardgraaf, met driehonderd ridders slag leverde tegen onze nieuwe graaf bij een van de stadspoorten. Toen lieten die vuige Ieperlingen, zoals zij dat met de koning hadden bedisseld, de koning en zijn onmetelijk leger aan een andere kant van de stad binnen. Opeens dan, terwijl zij binnenstroomden, begonnen zij een geschreeuw aan te heffen en de huizen in brand te steken en ze stortten zich in een grootscheepse plundering. Toen snelde de bastaardgraaf – niet op de hoogte van het feit dat de burcht, hijzelf en zijn manschappen verraden waren – de plunderaars tegemoet. De koning en de graaf grepen hem en hij werd gevankelijk ter bewaring naar Rijsel weggevoerd.

In de jaren onmiddellijk na dit opvolgingsconflict bouwde het grafelijk gezag een nieuwe motteburcht aan de zuidelijke woonkern rond de Sint-Pieterskerk. Dit Zaalhof, zoals het kwam te heten, werd het nieuwe centrum van de grafelijke macht in Ieper. De oorspronkelijke motte werd opgegeven. In de volgende eeuwen werd ze genivelleerd en opnieuw bebouwd.

## Voetnoten
1. ↑  Tomas Bradt en Matthias Galloo, Archeologische opgraving Ieper de Leet - Projectcode: 2018/K50 - Eindverslag, Monument Vandekerckhove nv, 2024, p. 36
2. 1 2  Archeologen leggen middeleeuwse motte bloot, nieuwsbericht stad Ieper, 27 maart 2025
3. 1 2 3  Is in Ieper de oudste burcht van Vlaanderen ontdekt?, De Standaard, 11 april 2025
4. 1 2  Burcht van Ieper toedekken is zo slecht nog niet: “Ze heeft in die weken boven de grond meer schade opgelopen dan in de 1.000 jaar ervoor”, De Standaard, 12 mei 2025
5. ↑  Adriaan Verhulst, "Les origines de la ville d'Ypres (XIe-XIIe siècles)" in: Revue du Nord, 1999, p. 7. DOI:10.3406/rnord.1999.2903
6. 1 2  Kristof Haneca, Marc Dewilde, Anton Ervynck, Ilse Boeren, Hans Beeckman, Paul Goetghebeur en Franky Wyffels, "De 'houten eeuw' van een Vlaamse stad. Archeologisch en dendrochronologisch onderzoek in Ieper (prov. West-Vlaanderen)" in: Relicta, 2009, p. 123. DOI:10.55465/GWVQ5732
7. ↑  Raoul Van Caenegem en Albert Demyttenaere, De moord op Karel de Goede, 1999, p. 219